# İmamlı
İmamlı är en ort i Azerbajdzjan.   Den ligger i distriktet Qəbələ, i den centrala delen av landet, 190 km väster om huvudstaden Baku. İmamlı ligger 523 meter över havet och antalet invånare är 373.
Terrängen runt İmamlı är platt åt sydväst, men åt nordost är den kuperad. Närmaste större samhälle är Qutqashen, 9,7 km öster om İmamlı.
Trakten runt İmamlı består till största delen av jordbruksmark. Runt İmamlı är det ganska tätbefolkat, med 58 invånare per kvadratkilometer.